# 陳浩然 (音樂製作人)
陳浩然（英語：Edward Chan Ho Yin，1976年3月10日—），香港男音樂人，從事創作粵語流行歌曲、擔任唱片監製兼演唱會音樂總監工作，現時亦為唱片公司藝人與製作部顧問，主要扶掖樂壇後進。

## 簡歷
陳浩然從小受父親喜歡廣東歌所薰陶，於琴行學習鋼琴（八級）、電子鼓、電貝斯、編曲，並在父母鼓勵下向相關方面發展；曾就讀油蔴地天主教小學及九龍華仁書院，隨後修讀香港浸會大學預科音樂課程，再插班進入香港中文大學音樂系，主修作曲，師承作曲家陳永華。自1998年起，他已為香港流行歌手編曲，大學三年級時加入了鍾鎮濤建立的 Wave Music Works，主要擔任琴師和編曲工作，又替不同電影、舞台劇、廣告等創作音樂。2000年，他加入華納音樂版權有限公司，成為旗下合約作曲人；2001年更與 Charles Lee 開辦自己的錄音室 Novasonic Production（Nova Studio、Nova Lab）。2003年，他因與林一峰同為香港華納唱片版權部的音樂人，促成合力製作了《Travelogue 1》、《Travelogue 2》、《一個人在途上》三張專輯，並由「林一峰遊樂會Chet Lam Travelling Live 2004」開始擔當音樂總監，曾參與音樂會超過160個。
2005年，陳浩然為方大同製作首張個人專輯《Soulboy》，往後七年間一共製作了七張專輯，當中以《15》大碟和歌曲《好不容易》，讓方大同奪得2011年度「叱咤樂壇至尊唱片大獎及至尊歌曲大獎」而漸為人認識。2006年，他建立音樂製作公司 Edward Music Production，培育了徐浩、周錫漢、馮家俊等十多位作曲或作詞人，在中港台韓出版了超過270首作品；出道多年曾跟多位歌手合作，包括溫拿樂隊、譚詠麟、潘迪華、梅艷芳、李克勤、張學友、郭富城、許志安、鄭秀文、陳奕迅、容祖兒、Twins、楊千嬅、李玟、林海峰、薛凱琪、周柏豪、HotCha、林奕匡、陳柏宇等；現時主要擔任編曲及音樂監製，亦為香港索尼音樂娛樂藝人與製作部顧問（2013年起）與香港浸會大學音樂系（創意產業）特邀講師（2020年起）。

## 演出作品

### 電視節目
- 2023年：ViuTV《全民造星V》 - 賽事評判

## 音樂作品
1998年
| | |
| - 李蕙敏 - 我想（編） - 溫 拿 - 自然關係（曲、編） - 鍾鎮濤 - 再向前行（曲、編） - 鍾鎮濤 - 少廢話（編） | - 鍾鎮濤 - 讓一切隨風（1998）（編） - 鍾鎮濤 - 今天我非常寂寞（1998）（編） - 鍾鎮濤 - 要是有緣／情變／痴心的一句 medley（編） |

1999年
| | |
| - 杜德偉 - 不怕死（編） - 林心如 - 心跳（編、監） - 林心如 - 一百八十分鐘零七秒（編、監） - 林心如 - 笑話（編、監） - 林心如 - 生死相許（編、監） - 梅艷芳 - 想不起来（曲、編） | - 梅艷芳 - 悠然自得（編） - 郭富城 - 新的喝采（編） - 郭富城 - 誰能代替妳（編） - 譚詠麟、張學友、鄭中基 - 感激（曲、編） - 蘇志威、劉小慧 - 愛得小心（編） |

2000年
| | |
| - VRF - 下雨天（編） - VRF - 寒冰掌（曲、編） - VRF - Why didn't you?（曲、編） - VRF - Not Bad 不壞（編） - VRF - 寒冰掌（Cool Mix）（曲、編） - 許志安 - 日落旅館（編） - 郭富城 - 無忌（編） - 黃子華 - 小小強（編、監） - 黃子華 - 藍天（編、監） | - 黃子華 - 不要怕（編、監） - 鄭秀文 - 煞科（編） - 鄭秀文 - 獨家試唱（編） - 鄭秀文 - 眉飛色舞（編） - 鄧昊天 - 衣架（編） - 鄧昊天 - 見怪不怪（編、監） - 鄧昊天 - 過山車（編、監） - 鄧昊天 - 晴天不應哭泣（編） - 鄧昊天 - 衣架（Piano Live Version）（編） |

2001年
| | |
| - VRF - 妄想（編、監） - VRF - Together We Shake（曲、編、監） - VRF - 哈囉喂Party（曲、編、監） - 何美玲 - 千色幻想（編） - 馬浚偉 - 怪我未夠登對（編） - 馬浚偉 - 沉睡的天堂（編） - 張栢芝 - 誇張一夜（編） - 郭富城 - 爭氣（編） - 郭富城 - 埋伏（編、監） - 郭富城 - 絕對美麗（編、監） - 陳冠希 - 寒冬（編） - 陳冠希、Twins - 三個人的舞會（編） | - 陳奕迅 - 人工智能（編） - 黃子華 - 等到發花癲（編） - 黃子華 - 收買人命（編、監） - 黃子華 - 同你有路（曲、編、監） - 黃子華 - Rain（編、監） - 黃子華 - 修橋補路（編、監） - 黃子華 - 利是屬於你（編） - 鄭秀文 - 神化（編、監） - 鍾鎮濤 - 背對背 面對面（編） - 鍾鎮濤 - 唯獨你（編） - 鍾鎮濤 - 背對背 面對面（Piano Solo Version）（編） |

2002年
| |                                                                                       |
| - 何韻詩 - 愛情花（編） - 谷祖琳 - 謝謝月亮（曲、編、監） - 郭富城 - 祈求（編） - 黎瑞恩 - 今夜來世（曲、編） | - 黎瑞恩 - 我要忘掉你（曲、編） - 謝霆鋒 - 冥想（編） - 鍾鎮濤 - 還有你給我快樂（編） |

2003年
| | |
| - Sky - 三分區（曲、編、監） - Sky - 三分區 (Break Beat Mix)（曲、編、監） - Shine - 一笑至知（曲、編） - Shine - 東涌日和（編） - 何韻詩 - 我找到了（編） - 林一峰 - 離開是為了回來（編、監） - 林一峰 - 離開古城（編、監） - 林一峰 - 未完舞曲（編、監） - 林一峰 - State of Mind（編、監） - 郭富城 - 無言感激（編、監） - 郭富城 - MJ（曲、編、監） | - 郭富城 - 微涼之後（編、監） - 郭富城 - 殺手23（曲、編、監） - 陳文媛 - 羽毛（編） - 陳文媛 - 選擇（編） - 陳冠希 - 無心睡眠（編） - 陳奕迅 - 忘記歌詞（曲） - 傅珮嘉 - 反思（編） - 楊千嬅、鄭伊健 - 一生中最愛（編） - 蔡依林 - 看我72變（曲） - 鄭秀文 - 大暴走（曲、編、監） - 蕭正楠 - 新口味（編、監） |

2004年
| | |
| - Shine - 貓眼睛狗耳朵（曲、編） - 女生宿舍 - 俾反應（監） - 方力申 - 好來好去（曲） - 林一峰 - 花街70號（編、監） - 陳慧琳 - Kelly Bag（曲、編、監） - 劉浩龍 - 螞蟻（曲、編、監） - 劉浩龍 - 衝出去（編、監） - 潘迪華 - Sentimental Journey（編、監） - 潘迪華 - 重逢（編、監） - 潘迪華 - 兩條路上（編、監） - 蔡依林 - 招牌動作（曲） | - 鄭秀文 - 調情（Bossa Mix）（編） - 鄭秀文 - 偷聽器（曲、編、監） - 鄭秀文 - 傳聞投票（編、監） - 鄭秀文 - 調情（編） - 鄭秀文 - 美味關係（編） - 鄭秀文 - 登峰造極（曲） - 鄭秀文 - 多得他（編） - 鄭秀文 - 唯獨你是不可取替（編） - 薛凱琪 - 886（曲、編） - 關心妍 - 髮調橙（曲、編、監） - 關心妍 - 有生之年（編、監） |

2005年
| | |
| - S.H.E - Super Model（曲、編） - Twins - 森巴皇后（曲、編、監） - Twins - 紅睡星（曲、編、監） - Twins - 兩星期（曲、編、監） - Twins - 森巴（曲、編、監） - Twins - 一時無兩（曲、編、監） - Twins - 佳偶天成（曲、編、監） - Twins - 作詞人的錯（曲、編、監） - 方大同 - Prologue（監） - 方大同 - 妹妹（監） - 方大同 - 春風吹（監） - 方大同 - 每天每天（監） - 方大同 - 女人（監） - 方大同 - 叫我怎麼說（監） - 方大同 - 哪怕（監） - 方大同 - 南音（監） - 方大同 - 我們能不能（監） - 方大同 - 跳（監） - 方大同 - 總結（監） | - 方大同 - 趕場（監） - 方大同 - 等著你回來（監） - 方大同 - 認識你（監） - 吳浩康 - 吸血殭屍的愛（曲、編） - 吳卓羲 - 過三關（曲） - 李逸朗、蔣雅文 - 我蠢我認（編） - 林一峰 - 趁着天還未亮（編） - 張栢芝 - 豁出去（編） - 張栢芝 - 愛情學院（編） - 梁洛施 - 間中花心（曲、編） - 陳 好 - 台风（曲、編） - 蔡依林 - 追殺邱比特（曲、編） - 鄭中基 - 爛瞓（編） - 鄧麗欣 - Colors（編） - 鄧麗欣 - 藍鞋子（編） - 鄧麗欣 - 小紅帽（編） - 鄧麗欣 - 話別（Piano '05）（編） - 應昌佑 - 不能愛戀 只能暗戀（編） - 關心妍 - 太陽雨（編、監） - 關心妍 - 同桌的你（編、監） |

2006年
| | |
| - 2R - 當這世界只有他（曲、編、監） - 2R - 花仙子（編、監） - EO2 - 京華春夢（曲、編、監） - EO2 - 京華春夢（House Mix）（曲、編、監） - Twins - 一時無倆（曲、編、監） - Twins - 熱浪假期（曲、編、監） - V - How Deep Is Your Love（監） - 方大同 - 愛愛愛（監） - 方大同 - 蘇麗珍（監） - 方大同 - 歌手與模特兒（監） - 方大同 Feat. 農 夫 - 唉！（監） - 方大同、薛凱琪 - 四人遊（監） - 方大同 - 手拖手（監） - 方大同 - 偷笑（監） - 方大同 - Goodbye Melody Rose（監） - 方大同 - 詩人的情人（監） | - 方大同 - 拖男帶女（監） - 方大同 - If You Leave me Now（監） - 方大同 Feat. Silver - 春風吹之吹吹風Mix（編、監） - 王浩信 - 貓步（曲、編、監） - 王浩信 - 觸電（曲、編、監） - 吳雨霏 - 給情敵的情信（曲、編、監） - 胡 琳 - 手·心（編、監） - 容祖兒 - 情歌的情歌（編） - 容祖兒 - 用一千雙手臂擁抱你（編） - 張敬軒 - 第二次愛你（編、監） - 許志安 - 大愛（Larger Than Life String Quartet Mix）（編、監） - 鄧麗欣 - 禮物（編） - 鄧麗欣 - 蘋果（編） - 薛凱琪 - 小峽谷之1234（曲、編） - 薛凱琪 - 社會歌（曲、編） |

2007年
| | |
| - EO2 - 舞林群英（曲、編、監） - HotCha - Vanilla（監） - HotCha - 不要防曬（曲、編、監） - HotCha - 白色手機（監） - HotCha - 唯一的你（監） - HotCha - 你的味道（編、監） - HotCha - 煙花祭（監） - HotCha - Vanilla Step Mix（監） - HotCha - Party Girl（曲、編、監） - Twins - 小心愛（編、監） - Twins - 愛情突擊（曲、編、監） - V - 我82．妳74（監） - 方力申 - 天同地（編） - 方大同 - Love Song（監） - 方大同 - 夠不夠（監） - 方大同 - 暖（監） | - 方大同 - 愛在（監） - 方大同 - 公園（監） - 方大同 - 簡單最浪漫（監） - 方大同 - 十九八七....（監） - 方大同 - 未來（監） - 方大同 - 忘了美麗（監） - 方大同 - Sorry（監） - 方大同 - 愛愛愛（Acoustic Version）（監） - 胡 琳 - 趁墟（監） - 胡 琳 - 人魚之歌 (Soul Version)（監） - 容祖兒 - 舞動（曲、編、監） - 裕 美 - 搭錯車（Yamate!）（曲、編、監） - 劉德華 - 超人（編） - 鄭秀文 - Mi（編、監） - 鄭秀文 - Mi（國）（編、監） - 鄧麗欣 - 念念不忘（編） |

2008年
| | |
| - EO2 - Ladies' Nite（曲、編、監） - EO2 - 一天（監） - HotCha - 咖啡或茶（監） - HotCha - 小野蠻（曲、編、監） - HotCha - You Are My Best Friend（曲、編、監） - HotCha - 簡簡單單（編、監） - HotCha - 一二三（曲、編、監） - HotCha - 八八伴（編、監） - HotCha - 我要最喜愛的（曲、編、監） - HotCha - 然後會想起你（編、監） - V - 南華歌（監） - 方大同 - Singalongsong（監） - 方大同 - 小小蟲（監） - 方大同 - 1234567（監） - 方大同 - 黑白（監） - 方大同 - 如果愛（監） - 方大同 - 黑洞裡（監） - 方大同 - 三人遊（監） - 方大同 - 每個人都會（監） - 方大同 - 一百種表情（監） - 方大同 - 愛我吧（監） - 方大同 - 為妳寫的歌（監） | - 可 嵐 - 千嬌百媚（編、監） - 江若琳 - 第一眼（曲、編、監） - 狄易達 - Just Go（曲、編、監） - 狄易達 - 逃避現實（編、監） - 狄易達 - Just Go (霹靂舞士 Mix)（曲、編、監） - 周麗淇 - 良民皆保（監） - 周麗淇 - 輕飄飄（監） - 胡杏兒 - 單身旅行（監） - 胡杏兒 - 浪漫世紀（監） - 胡杏兒 - 時間不等我（曲、監） - 胡杏兒、王浩信 - 哪時此刻（監） - 徐 浩 - 兩隻紙杯一條線（監） - 徐 浩 - 無聲模式（監） - 陳偉霆 - Great Time（曲、編、監） - 陳偉霆 - Great Time（Power Mix）（曲、編、監） - 楊千嬅 - 大慈善家（曲、編、監） - 楊千嬅 - 啦啦誇啦啦（編、監） - 裕 美 - YA-ME-TE 你真壞（曲、編、監） - 鄧麗欣 - 如夢令（編） - 鍾鎮濤、關心妍、周麗淇、車婉婉、謝文雅、V、余翠芝、南華球星 - 時來運到（曲、編、監） |

2009年
| | |
| - HotCha - 對我有感覺（曲、編、監） - HotCha - 流淚會被感染的（編、監） - HotCha - Boy Friend（曲、編、監） - HotCha - 兩個人心動（曲、編、監） - 方大同 - Red Bean（紅豆）（監） - 方大同 - Kuang Chao（狂潮）（監） - 方大同 - Remember（記得）（監） - 方大同 - Bad（監） - 方大同 - Moon River（監） - 方大同 - Georgia On My Mind（監） - 方大同 - Nothing's Gonna Change My Love For You（監） - 方大同 - La Bamba（監） - 方大同 - You Are The Sunshine Of My Life（監） - 方大同 - Wonderful Tonight（監） - 方大同 - The Moon Represents My Heart（月亮代表我的心）（編、監） - 方大同 - 玩樂（監） - 方皓玟 - Unlock Me（編、監） - 方皓玟 - Dress Up（曲、編、監） | - 方皓玟 - Take A Bath（編、監） - 江若琳 - Show You（曲、編、監） - 江若琳 - 愛的表現（曲、編、監） - 李 玟 - 美麗的主題曲（編、監） - 李 玟 - 三角心（監） - 狄易達 - 霹靂干戈（曲、編、監） - 狄易達 - 霹靂干戈 Wants To Move Mix（曲、編、監) - 狄易達 - 一天一粒糖（曲、編、監） - 林海峰 - 我要愛死方大同（監） - 胡杏兒 - 光明日（編、監） - 張敬軒 - 心意興隆（監） - 陳小春 - 笛子魔童（曲、編、監） - 麥家瑜 - 神探（曲、編） - 薛凱琪 - 微笑殺人事件（曲、編、監） - 薛凱琪 - 慕容雪（編、監） - 薛凱琪 - 噗噗跳（曲、編、監） - 薛凱琪 - 蘇州河（編、監） - 薛凱琪 - 最近我愛上了Lily Allen（曲、編、監） |

2010年
| | |
| - 方大同 - 椰殼（監） - 江若琳 - BaBaYa（曲、編、監） - 狄易達 - 可多不可少（編、監） - 周子揚 - Welcome To Black Hole（曲、編、監） - 周麗淇 Feat. Ghost Style - 最後倒數（監） - 林奕匡 - 雨落大地（編、監） - 容祖兒 - 星圖（曲、編、監） - 張敬軒 - 詩郵寄（編、監） - 連詩雅 - 愛太好看（編、監） - 連詩雅 - （編、監） - 連詩雅 - 我們的一小時（編、監） | - 連詩雅 - A.T.L.（曲、編、監） - 連詩雅 - I Don't Wanna Be Lonely（編、監） - 郭富城 - 永遠愛不完（編） - 陳柏宇 - 關注我（監） - 農 夫 - 英雄（曲、編） - 楊千嬅 - 呼吸需要（編） - 潘 辰 - 起風的季節（編、監） - 潘 莎 - 油菜花的舞台（曲） - 鄧穎芝 - 變臉（編、監） - 薛凱琪 - 字花（Sunrise Version）（監） |

2011年
| | |
| - Dear Jane - 鎖（Vocal Producer） - Dear Jane - 逼（Vocal Producer） - Dear Jane - Love is the Way（監） - Dear Jane - 慣（編、監） - Dear Jane - Rising Star（Vocal Producer） - 方大同 - Gotta Make A Change（監） - 方大同 - 曇花（監） - 方大同 - 因為你（監） - 方大同 - 情勝策略（監） - 方大同 - 無菇朋友（監） - 方大同 - 二人遊（監） - 方大同 - Over（監） - 方大同 - Take Me（監） - 方大同 - 好不容易（監） - 方大同 Feat. Ghost Style - 張永成（監） - 方大同 Feat. 徐佳瑩 - 自以為（曲、監） - 王菀之 Feat. 林海峰 - 好驚異蕃娜（曲、編、監） - 周子揚、薛凱琪 - 唯愛（監） - 周柏豪 - 黑（編、監） - 周柏豪 - 同林（編、監） - 周柏豪 - Smiley Face（編、監） | - 周柏豪 - 今天應該很快樂（編、監） - 周柏豪 - 後援（編、監） - 周柏豪 - 天光（編、監） - 周柏豪 - 只有一事不成全你（編、監） - 周筆暢 - 偶然（監） - 林海峰 - 我好驚（曲、編、監） - 林海峰 Feat. Angelita Li - 船頭驚鬼船尾驚賊船中驚隻飛曱甴（曲、編、監） - 容祖兒 - 牆紙（編、監） - 張 靈 - 要你預備（曲、編、監） - 陳奕迅 - 孤獨患者（監） - 連詩雅 - 讓我享受談戀愛（編、監） - 連詩雅 - I'm Still Loving You（編、監） - 詹瑞文 - I Don't Wanna Say 仆街（編、監） - 詹瑞文 - 嘟嘟嘟（嫁入豪門版）（編、監） - 潘瑋柏 - 小小螞蟻（監） - 鄧穎芝 - Boom Boom（曲、編、監） - 鄧穎芝 - 喉嚨沙啞（監） - 鄧穎芝 - 不不快樂（編、監） - 薛凱琪 - 唇印（曲、編、監） - 薛凱琪 - 除下吊帶前（編、監） - 薛凱琪 - 不要愛我（編、監） |

2012年
| | |
| - AOA - 放肆（監） - AOA - 回家（監） - AOA - 大不了（監） - Gin Lee - Killer（監） - Gin Lee - 1st date（曲、編、監） - HotCha - Hot Lady（曲、編、監） - HotCha - 小桃園（曲、編、監） - HotCha - 前度（曲、編、監） - 方大同 - Can You Feel the Music（監） - 方大同 - I Want You Back（監） - 方大同 - 你就是（監） - 方大同 - 千紙鶴（監） - 方大同 - 關於愛的定義（監） - 方大同 - 麥恩莉（監） - 方大同 - 孤獨孩兒（監） - 方大同 - Romeo（監） - 方大同 - 媽媽說（監） - 方大同 - 愛立刻（監） - 方大同 - BB88（監） - 王梓軒 - La La La（監） | - 周柏豪 - 起跳（編、監） - 周柏豪 - 金（編、監） - 周柏豪 - 拿愛情給我（編、監） - 周柏豪 - 錯配（編、監） - 周柏豪 - 斬立決（監） - 周柏豪 - 無力挽回（監） - 周柏豪 - Imperfect（監） - 周國賢 - 離魂記（編、監） - 林奕匡 - j'adore（編、監） - 林奕匡 - 單位（編、監） - 林奕匡 - 怎麼了（編、監） - 容祖兒 - 活該（編、監） - 容祖兒 - 受害者（編、監） - 連詩雅 - 到此為止（監） - 陳柏宇 - 命案（監） - 楊千嬅 - 孔雀（編） - 薛凱琪 - 9:55pm（編、監） - 薛凱琪 - 維多利亞女皇的非常秘密任務（曲、編、監） - 薛凱琪 Feat. 杜汶澤 - 9:55pm（編、監） |

2013年
| | |
| - Gin Lee - 下一位（曲、監） - Robynn & Kendy - Sail Away（監） - Robynn & Kendy - Sail Away With Me（監） - Robynn & Kendy Feat. Ghost Style - La La La（編、監） - Robynn & Kendy Feat. The Exchange - 到你（監） - 朱 薰 - Unforgettable（等你放假咁梳肝）（曲、編、監） - 吳若希 - 失寵（監） - 周柏豪 - 我的宣言（監） - 周柏豪 - 異能（監） - 官恩娜 - 溫馨提示（曲、編、監） - 官恩娜 - 謝謝你離開（監） - 官恩娜 - 愛人不疑（編、監） | - 張惠雅 - 心跳500天（曲、編、監） - 張惠雅 - 再見彩虹（曲、編、監） - 張惠雅 - 愛過這一課（曲、編、監） - 許靖韻 - 下個他（編、監） - 許靖韻 - Ring Ring（監） - 許靖韻 - 那個他（編、監） - 黃浩琳 Feat. 陳柏宇 - 牆外之音（Acoustic Version）（監） - 群 星 - Let's Fly Away（監） - 薛凱琪 - Gone（監） - 薛凱琪 - Contagious（曲、編、監） - 羅力威 - 向東流（編、監） - 羅力威 - 看不見的距離（編、監） |

2014年
| | |
| - HotCha - 另一頁（編、監） - Ricky Martin、林奕匡、金貴晟、李尚尚、隔壁團、林育群、劉偉德 - 生命之歌（監） - Robynn & Kendy - Not Just Another Girl（編、監） - Robynn & Kendy - 降落傘（編、監） - Robynn & Kendy - 蝶亂飛（編、監） - Robynn & Kendy - 月湖（編、監） - Robynn & Kendy - My Home（編、監） - Robynn & Kendy - 一切很美只因有你（監） - Robynn & Kendy - 手望 / 笑忘書 Medley（監） - Robynn & Kendy - 找自己（監） - SiS樂印姊妹 - 愛phone了（監） - Una & Lok - 每種光（編、監） - V.N.P. - 看不見不是黑（監） - 小塵埃 - Be Little（監） - 小塵埃 - 慢活（監） - 小塵埃 - 貓大人息怒（監） - 小塵埃 - 我愛京達卡（監） - 小塵埃 - 這感覺（監） - 小塵埃 - Our Song（監） - 小塵埃 - Sold Out（監） - 方大同 - 楓葉做的風鈴（曲、編、監） - 王菀之 - 好時辰（編、監） - 杜德偉 - 影子舞（Jinx Jam Version）（編、監） - 杜德偉 - 震（曲、編、監） - 狄易達 - 好情人（監） - 周柏豪 - 傳聞（監） - 周柏豪 - 小孩（監） - 周柏豪 - 自由意志（監） - 周柏豪 - 莫失莫忘（監） - 周柏豪 - 還記得（監） - 周柏豪 - 歹角（監） - 周柏豪 - 阿鈍（監） - 周柏豪 - 現在已夜深（監） - 周柏豪 - 關於我們（監） - 周柏豪 - 你是我的未來（監） - 周柏豪、連詩雅 - 日落日出（監） | - 官恩娜 - 眼淚極黑（曲、編、監） - 官恩娜 - 幸福車站（編、監） - 林奕匡 - Goodman（編、監） - 林奕匡 - 高山低谷（編、監） - 林奕匡 - 咫尺（編、監） - 林奕匡 - I see you everywhere（監） - 林奕匡 - 冥王星（監） - 林奕匡 - 大好人（編、監） - 林奕匡 - 高山低谷（Live Take - 釋放版）（監） - 林奕匡 - 頌讚詩（編、監） - 側 田 - Three Two One（編、監） - 張智霖 - 夢中見（監） - 彭家麗 - 從今喜歡孤單一個（編、監） - 彭家麗 - 珍惜（編、監） - 彭家麗 - 沒那麼簡單（監） - 彭家麗 - 不如不見（編、監） - 彭家麗 - 算（編、監） - 費 翔 - 謊（編、監） - 馮允謙 - 小情趣（編、監） - 馮允謙 - 紙筆墨（編、監） - 馮允謙 - 天涯無歌（編、監） - 黃浩琳 - 小窩居（編、監） - 黃浩琳 - Thanks!（編、監） - 黃浩琳 - 凡星（編、監） - 黃浩琳 - 幾米高（編、監） - 黃浩琳 - 相信我（編、監） - 楊千嬅 - 色惑（編、監） - 薛凱琪 - Let Go（監） - 薛凱琪 - 最後最後（監） - 顏培珊 - Little Song（編、監） - 顏培珊 - Cold Cold Night 夜涼涼（編、監） - 顏培珊 - 太陽（編、監） - 顏培珊 - 小瓜（編、監） - 顏培珊 - Overwhelmed 然後（編、監） - 顏培珊 - First Time（編、監） |

2015年
| | |
| - Robynn & Kendy - 同進（編、監） - Robynn & Kendy - 碳粉知己（編、監） - Robynn & Kendy - 我不完美（編、監） - Robynn & Kendy - 如果一天有25小時（監） - Robynn & Kendy - 我是傻瓜（編、監） - Robynn & Kendy - 不想想你（編、監） - Robynn & Kendy - 幸福好寂寞（監） - Robynn & Kendy、林奕匡 - 新一天（編、監） - Robynn & Kendy Feat. 陳樂基、鄧小巧 - 想怎樣（編、監） - Twins - 你知道的（編、監） - 小塵埃 - 陪著你走（監） - 小塵埃 Feat. 湯駿業 - 飛吧！獨角仙（監） - 吳業坤 - 陽光點的歌（編、監） - 吳業坤 - 感激（監） - 李克勤 Feat. Robynn & Kendy - 簡單美（監） - 李榮浩 - 催眠（編、監） - 李榮浩 - 笑忘書（編、監） - 李榮浩 - 不留（編、監） - 杜德偉 - 我們的虛擬世界（曲、編、監） - 杜德偉 - 我們的虛擬世界（劇場版）（曲、編、監） - 狄易達 - 一凍一熱（監） - 狄易達 - 一凍一熱（N3ON Remix）（監） - 狄易達 - 氹（監） - 狄易達 - 第一次擁抱（監） - 周筆暢 - Autumn Moon（曲、監） - 張紋嘉 - 最佳男主角（編、監） - 張紋嘉 - 歌莉亞（編、監） | - 林奕匡 - 安徒生的錯（編、監） - 林奕匡 - 有人共鳴（編、監） - 林奕匡 - 不相為謀（編、監） - 林奕匡 - 一雙手（監） - 林奕匡 - 小眾情人（編） - 林奕匡 Feat. Set Tone Men - 頌讚詩（Acappella）（編、監） - 陳柏宇 - Jeep（編、監） - 陳柏宇 - 回眸一笑（編、監） - 陳柏宇 - 親愛的仇人（編、監） - 陳柏宇 - 意識形態監獄（編、監） - 陳柏宇 - 例遲（編、監） - 陳柏宇 - 航拍（監） - 陳柏宇 - 別來無恙（監） - 陳柏宇 - 宇季（監） - 陳柏宇 - 告別之前（編、監） - 陳柏宇 Feat. 顏培珊 - 走到尾（監） - 陳詩欣 - 蠢（監） - 湯駿業 - 只談喜愛不談戀愛（監） - 湯駿業 - 失落於時空堡壘（監） - 馮允謙 - Let's Keep This Tonight（編、監） - 馮允謙 - 飛星雨（編、監） - 葉巧琳 - 孤單的貝多芬（監） - 李荣浩 - 笑忘書 (我是歌手第三季)（編） - 李榮浩 - 不將就（編、監） - 李榮浩 - 催眠（編、監） - 李榮浩 - 不留（編、監） - 張惠雅 - 一個人旅行（監） - 袁紫僑 - 幾百萬分之一（監） |

2016年
| | |
| - Bingo - Crush On You（曲） - Trekkerz - 天生發呆（編、監） - Trekkerz - 掃興（編、監） - Trekkerz - 微笑任務（監） - 小塵埃 - 想（監） - 小塵埃 - 卜卜卜（監） - 小塵埃 - Don't Say Sorry（監） - 小塵埃 - 嗚（監） - 小塵埃 - 化險為夷（監） - 小塵埃 - 瞎子摸象（監） - 小塵埃 - Ashes Fade（監） - 吳業坤 - 被單身的人（編、監） - 吳業坤 - 無價（編、監） - 林奕匡 - 愛情小品（編、監） - 林奕匡 - 停止繁殖（編、監） - 林海峰 Feat. SENZA A Cappella & 熊熊兒童合唱團 - 廣東歌（曲、編、監） - 側 田 - 幸福止痛（編、監） - 張惠雅 - 慶祝（監） - 陳柏宇 - 木馬小盒（編、監） - 陳柏宇 - 請跟我走（編、監） | - 陳柏宇 - 上集大結局（編、監） - 陳柏宇 - 乜青（監） - 陳柏宇 - 乜青（One Take Acoustic Version）（監） - 陳柏宇 - 沒有你 我甚麼都不是（編、監） - 陳柏宇 - 巴別塔（編、監） - 陳柏宇 - 我愛你夠貴（監） - 陳柏宇 - 車匙（編、監） - 陳柏宇 - 拍一半拖 （監） - 陳柏宇 - 尊嚴（監） - 陳柏宇 - 永久保存（編、監） - 陳柏宇 - 萬中無一（監） - 陳柏宇 - 固執（編、監） - 陳柏宇 - 逸後（編、監） - 湯駿業 - 森山大道（編、監） - 湯駿業 - 寂寞的總和（編、監） - 湯駿業 - 寂寞的總和（劇場版）（編、監） - 駱胤鳴 - 沒有（編、監） - 薛凱琪 - MISS FIONA（曲、編、監） - 薛凱琪 - 十年後的我（編、監） |

2017年
| | |
| - Robynn & Kendy - 負攝石（監） - Robynn & Kendy - Shout n' Cry（監） - 吳業坤 - 傷心到變形（編、監） - 岑日珈 - 從一而終（監） - 林奕匡 - 不敢當（監） - 林奕匡 - 第一個早晨（編、監） - 林奕匡 - 查無此字（監） - 林奕匡 - 難得一遇（編、監） - 林奕匡 - Missing You（監） - 林奕匡 - All I Have Is You（監） - 林奕匡 - Do You Know（監） - 林奕匡 - 有淚多好（編、監） - 林奕匡 - 草原（編、監） - 林奕匡 - 家常便飯（編、監） - 林奕匡 - 是日休息絕不工作（編、監） - 林奕匡 - 好好的聊個天（編、監） - 林奕匡 - See You Tonight（監） - 林海峰 - 你你你引致我震盪（曲、編、監） - 泳 兒 - 愛如雪（編、監） - 側 田 - Watch Out（曲、詞、編、監） | - 側 田 - 咖啡因萬歲（監） - 側 田 - 午夜蓓蕾（編、監） - 側 田 - 一念（編、監） - 側 田 - UPSIDEDOWN（監） - 張紋嘉 - 少女的球鞋（監） - 連詩雅 - 不意外的意外（編、監） - 連詩雅 Feat. 側 田 - 不甘示弱（編、監） - 陳柏宇 - 想創（編、監） - 陳柏宇 - 磚頭（監） - 陳柏宇 - 行屍走肉（編、監） - 陳柏宇 - 勉強共勉之（監） - 陳柏宇 - 所多瑪城（監） - 陳柏宇 - 交叉神經（監） - 陳柏宇 - 閱後即焚（編、監） - 陳柏宇 - 霸氣情歌（編、監） - 麥浚龍 - 人渣（編、監） - 駱胤鳴 - 有種愛情（監） - 駱胤鳴、張彥博 - 有種愛情（監） - 顏卓靈 - Baby Stop（編、監） - 關智斌 - 習慣說謊（監） |

2018年
| | |
| - HotCha - Are You Still My Best Friend（監） - HotCha - 紅白黑（編、監） - Idol Jr. - Imagine（曲、編、監） - 小塵埃 - 阿花的故事（編、監） - 小塵埃 - 小太陽（編、監） - 小塵埃 - 哪兒（編、監） - 小塵埃 - 仙樂處處飄（編、監） - 小塵埃 - 如果一打（編、監） - 小塵埃 - 生命有價（編、監） - 吳業坤 - Come On James（監） - 吳業坤 - 精裝追女仔（監） - 吳業坤 - 凱旋門（曲、編、監） - 林奕匡 - 榮辱戰爭（監） - 林奕匡 - 生之頌（監） - 林奕匡 - 一世同學（編、監） - 林奕匡 - Hold You Tight（曲、編、監） - 林奕匡 - 沒有你還沒有你（監） - 林奕匡 - 花灑下的歌（監） - 林奕匡 Feat. Paula - 從世界到我家（編、監） - 側 田 - 半杯入魂（監） | - 梁釗峰 - 閃亮的青春（監） - 陳柏宇 - 後排慶功宴（編、監） - 陳柏宇 - 中佬旅行團（監） - 陳柏宇 - 愛他怕他（編、監） - 陳柏宇 - 認真如初（監） - 陳柏宇 - 對人歡笑（監） - 陳柏宇 - 一支箭（監） - 陳柏宇 - 無限大（編、監） - 陳柏宇 - 路人乙（編、監） - 湯駿業 - 檸檬的鹼性（編、監） - 湯駿業 - 孤兒體質（編、監） - 黃 妍 - 如何從夏天活過來（監） - 黃 妍 - 笑容迷路了（編、監） - 黃 妍 - 笑容迷路了（國）（編、監） - 蔡一傑 - ONE（曲、監） - 蔡一傑 - 點石成金（曲、監） - 衛 蘭 Feat. 陳柏宇 - 生涯規劃（監） - 鄭 融 - 氪氣石（編、監） - 譚杏藍 - hey hey 講到邊（監） |

2019年
| | |
| - 小塵埃 - Little Song（監） - 小塵埃 - 高地之下（編、監） - 小塵埃 - 週末愛麗絲（監） - 小塵埃 - 轉.變（監） - 小塵埃 - 心之書（監） - 小塵埃 - Blue Paradise（監） - 小塵埃 - Winter To Spring（監） - 小塵埃 Feat. 王菀之 - 花之亂（監） - 林二汶、6號@RubberBand - 超友誼（編、監） - 林奕匡 - 買不到的快樂（監） - 林奕匡 - 重讀興趣班（曲、編、監） - 林奕匡 - 黑方格（編、監） - 姜 濤 - 一號種籽（監） - 姜 濤 - 亞特蘭提斯（監） - 姜 濤 - 一天多一點（監） - 側 田 - 完全變態（編、監） - 側 田 - 活多一次（監） - 莊 正 - 開放世界（監） - 陳卓賢 - 二期大樓（監） - 陳卓賢 - 另一個諾貝爾（監） | - 陳柏宇 - 爸爸的禮物（監） - 陳柏宇 - 金草莓（編、監） - 陳柏宇 - 最後一個收費亭（監） - 陳柏宇 - 化出個文化（監） - 陳柏宇 - 橋下十三郎（監） - 陳柏宇 - 七折（編、監） - 陳柏宇 - 本能寺（監） - 陳柏宇 - You Are Not Alone（監） - 黃 妍 - 小鹿撞樹記（編、監） - 黃 妍 - 我想跟你說晚安（監） - 黃 妍 - 女生才懂的歌（監） - 黃 妍 - 自然醒（監） - 黃 妍 - 寂靜的回聲（監） - 黃 妍 - 隨意的旅程（編、監） - 黃 妍 - 7 Days（監） - 黃 妍 - 你還在（監） - 黃 妍 - 刮骨（編、監） - 楊思琦 - 愛的森林（監） - 趙慧珊 - 生來起舞（監） |

2020年
| | |
| - ERROR - 緊箍咒（監） - Michael C - 愚公（監） - MIRROR - One and All（監） - 林奕匡 - 精神時間房（曲、編、監） - 林奕匡 - 孤獨的對岸（編、監） - 林奕匡 - 大寂寞時代（編、監） - 林奕匡 - 宇宙兄弟（曲、編、監） - 林奕匡 - 物之哀（曲、編、監） - 姜 濤 – 蒙著嘴說愛你（監） - 姜 濤 – 孤獨病（監） - 姜 濤 – 愛情簽證申請（監） - 梁釗峰、陳仕燊 - 日光（編、監） - 陳卓賢 - 正式開始（監） - 陳柏宇 - 感情這回事（編、監） | - 陳柏宇 - 哪個明日（監） - 陳潔靈 feat. 柳應廷、MC 張天賦、Eagle Chan、Lucas Chuy、梁瑞峰、陳樂 - 標本（監） - 黃 妍 - 失憶的魚（編、監） - 黃 妍 - 牆身有裂（監） - 黃 妍 - 我心中尚未崩壞的部分（監） - 葉巧琳 - 二人份（監） - 衛 蘭 - 她整晚在寫信（監） - 衛 蘭 - 帶走你的垃圾（曲、編、監） - 衛 蘭 - 低級趣味（編、監） - 盧瀚霆 - 一所懸命（曲、編、監） - 盧瀚霆 - Burn Out（監） - 盧瀚霆 - 角落生物（編、監） - 盧瀚霆 - 神隊友（監） |

2021年
| | |
| - MIRROR - WARRIOR（編、監） - MIRROR - BOSS（監） - MIRROR - All in One（監） - MIRROR - 12（監） - 布志綸 - 第一億次細胞分裂（監） - 布志綸 - 想再和你看煙花（監） - 呂爵安 - E先生 連環不幸事件（監） - 呂爵安 - 小諧星（監） - 呂爵安 - My Apple Pie（監） - 呂爵安、邱鋒澤 - 一表人才（監） - 呂爵安、邱鋒澤 - 年青有為（監） - 李浩軒 - 同班車的約定（編、監） - 林奕匡 - 時間的囚犯（編、監） - 林奕匡 - 沉思者（監） - 林奕匡 - 關於愛的碎念（監） - 林奕匡 - 解答（監） - 林奕匡、黃 妍 - 佚名花（監） - 姚焯菲 - 原來談戀愛是這麼一回事（監） - 姜 濤 - Master Class（監） - 姜 濤 - Dear my friend,（監） - 姜 濤、Fatboy - 特務肥姜 2.0（監） - 姜 濤、盧瀚霆 - 愛不作聲（監） - 莫文蔚 - 婦女新知2021（監） - 莫文蔚 - The Way You Make Me Feel（監） | - 莫文蔚 - 初戀（監） - 莫文蔚 - 戀一世的愛（監） - 莫文蔚 - 北極光（編、監） - 莫文蔚 - 呼吸有害（Rooftop Live）（編、監） - 莫文蔚 - 原來...甚麼都有可能（監） - 陳柏宇 - 悔過書（監） - 陳柏宇 - 純白（監） - 陳柏宇 - 結（監） - 陳柏宇 - 對得起自己（監） - 黃 妍 - 刮骨（Unforgettable）（編、監） - 黃 妍 - 消失的人（監） - 黃 妍 - 輕盈（監） - 黃 妍 - 我沒有歌（監） - 黃 妍 - 兩個月亮（監） - 葉巧琳 - 浸浴（監） - 葉巧琳 - 怪物（心獸 Version）（監） - 葉巧琳 - 難道我還未夠難（監） - 葉巧琳、張進翹 - 心獸（怪物 Version）（監） - 衛 蘭 - 漣漪（監） - 衛 蘭 - It's OK To Be Sad（監） - 盧瀚霆 - EGO（編、監） - 盧瀚霆 - 不可愛教主（監） - 盧瀚霆 - Megahit（監） - 盧瀚霆、呂爵安 - 突如其來的心跳感覺（監） |

2022年
| | |
| - Ben Chiu Feat. 黃淑蔓 - 我在每個宇宙都（編、監） - MC張天賦 - 乾（監） - MIRROR - Innerspace（編、監） - SoulJase - 深夜食壇（監） - 呂爵安、岑珈其、魏浚笙、徐浩昌、黃正宜、劉沛蘅 - 膠On!（監） - 呂爵安 - Elevator（監） - 呂爵安 - I SWIM（監） - 呂爵安 - LOVERSE（編、監） - 姚焯菲 - #BFF（監） - 姜 濤 - 鏡中鏡（監） - 姜 濤 - 作品的說話（監） - 姜 濤 - 孤獨病（Mama's Affair Version）（監） - 姜 濤 - 風雨不改（監） - 姜 濤 - 今天只做一件事（監） - 側 田 - 悲中帶喜（編、監） | - 梁詠琪、呂爵安、吳君如 - 辣到出汁（監） - 陳柏宇 - 拖（監） - 陳柏宇 - 命盡頭（編、監） - 陳柏宇 - 有天（監） - 陳柏宇 Feat. Novel Fergus - 墜落（監） - 黃 妍 - 7月24日大道（監） - 黃 妍 - 心的全部（監） - 葉巧琳 - 人間英靈（監） - 葉巧琳 - 勇者鬥惡言（監） - 葉巧琳 - 抉擇叢書（監） - 盧瀚霆 - Mr. Stranger（編、監） - 盧瀚霆 - King Kong（監） - 盧瀚霆 - 永順街39號（監） - 魏浚笙 - 第一個迷（監） |

2023年
| | |
| - Fatboy - Jap Jap（監） - MIRROR - RUMOURS（編、監） - MIRROR - Sheesh（監） - 布志綸 - 光之道（監） - 伍富橋 - 很多很多份之一（編、監） - 呂爵安 - ChatMrE（監） - 呂爵安 - E先生 愛人執照（監） - 呂爵安 - Again!（監） - 呂爵安 - 霸道總裁（監） - 林奕匡 - 台前幕後（監） - 炎明熹 - Only for Me（編、監） - 姜 濤 - 沒有翅膀的天使（監） - 姜 濤 - DUMMY（監） - 姜 濤 - 濤（監） - 姜 濤 - 岩巉（監） - 區子琳 - 上載中（監） - 區子琳 Feat. CotaBoii - 甩身（監） - 郭富城 - 想見便遇見（監） - 陳柏宇 - 日常事故劇場（監） - 陳柏宇 - 懷舊是一種品味（監） | - 陳柏宇 - 令人期待的下集預告（監） - 陳柏宇 - 中二寄生魂（監） - 陳柏宇 - 一人傍晚藝術館（監） - 陳柏宇 - 樓上裝修（編、監） - 陳柏宇 - 懷舊是一種品味（Festive Version）（監） - 陳柏宇 - 你瞞我瞞（From THE FIRST TAKE）（編、監） - 陳柏宇 - 有天（From THE FIRST TAKE）（監） - 陳慧琳 - Season 2（編、監） - 黃 妍 - 哀傷的作者（監） - 葉巧琳 - 綜藝魂（編、監） - 葉巧琳 - 無窮盡（監） - 葉巧琳 - 史詩式完結（監） - 劉浩龍 - 沒人坐的梳化（監） - 盧瀚霆 - MONEY（監） - 盧瀚霆 - Nah（監） - 盧瀚霆 - ON（監） - 盧瀚霆、Dear Jane - MONEY（監） - 魏浚笙 - 遺忘了初心的我們（監） - 魏浚笙 - Never Say Never（監） |

2024年
| | |
| - ALL IN - 非正統私立學園（監） - ALL IN - 傳說の黃金時代（監） - Gareth.T Feat. 姜 濤、Gentle Bones - Bread and Better（監） - MIRROR - ROCKETSTARS（監） - MIRROR Feat. Dame D.O.L.L.A. - Day 0（監） - ROVER - 秒速8公里（監） - ROVER - 回魂術（監） - ROVER - 男孩子不要流淚（監） - ROVER - 陪我一路漫遊（監） - 方皓玟 - 我唔理啦（監） - 方皓玟 - 痴根鐵粉（監） - 呂爵安 - 油麻地莎士比亞（監） - 呂爵安 - 純銀子彈（監） - 周吉佩 - 聲音的餘溫（監） - 林奕匡 - 高山低谷（From THE FIRST TAKE）（監） - 林奕匡 - 波希米亞（沒有）狂想曲（監） - 林奕匡 - 正能量 活潑 唱歌者（監） - 林奕匡 - 搖籃下的歌（監） - 林奕匡、黃 妍、葉巧琳 - 藝術 與 科學（監） - 姜 濤 - Every Single Time（監） | - 姜 濤 - I Need You In My Li(f)e（監） - 郭富城 - EXIT（監） - 郭富城 - 您（監） - 陳柏宇 - 進化廣偉論（監） - 陳柏宇 - 愛要親自遞給你（監） - 陳柏宇 Feat. Delta T - 進化廣偉論（Hyperpop Remix）（監） - 陳柏宇 Feat. milet - Cheat Day（監） - 陳柏宇 Feat. milet - Out of the Loop（監） - 陳柏宇 Feat. sica - 可靠我（監） - 陳柏宇 Feat. Yellow! - 唞（編、監） - 雲浩影 - 玉（監） - 黃 妍 - 黃言（監） - 黃 妍 - 告白前先看天氣預報（監） - 黃 妍 - 咖啡 鴛鴦 奶茶（監） - 葉巧琳 Feat. JB、林奕匡 - 沉船啟示錄（監） - 盧瀚霆 - MY LIFE（監） - 盧瀚霆 - Hey Hey OK!（監） - 盧瀚霆 - 致我（監） - 盧瀚霆、呂爵安、李駿傑、姜 濤 - Strawberry Love（監） - 鍾柔美 - Crack!（監） |

2025年
| | |
| - ALL IN - 宇宙最高氛圍氣（監） - ROVER - 記錄抹煞（監） - ROVER - 流浪者詩歌（監） - 力 臻 - 不打烊珈琲屋（監） - 力 臻 - 2882點85✈︎（監） - 力 臻、Michael C - 你是我的專屬配對（監） - 力 臻、Michael C - 做好戀愛的覺悟（監） - 布志綸、吳崇銘 - 你知否我是誰（監） - 呂爵安 - 你應該是這世界上最懂我的人啊？（監） - 呂爵安 - 天天都是愚人節（監） - 呂爵安 - 我以為可以（監） - 呂爵安 - 離開伊甸園（編、監） - 呂爵安 - 閉屏孔雀（監） - 呂爵安 - It's you（監） - 呂爵安 - 八秒定律（監） - 呂爵安 - Capital E（監） - 林奕匡 - 無題時想起的人（監） | - 林智樂 - 發夢的練習曲（監） - 姜 濤 - 白果（監） - 姜 濤 - On a SunnyDay（監） - 陳柏宇 - 關於後悔（監） - 陳柏宇 - 漂流木（監） - 陳柏宇 - 我所看見的未來（監） - 陳柏宇 Feat. Michael C - 「大丈夫」日記（監） - 黃 妍 - 悲劇女主（監） - 黃 妍 - 無膽匪類（監） - 黃 妍 - 叫吧！大笨蛋（監） - 黃 妍、力 臻、Michael C - 難道要問感情語錄（監） - 詹天文 - 一切都是有原因的（監） - 葉巧琳 - 小傷疤（監） - 盧瀚霆 - Heartbreaker（監） - 盧瀚霆 - Lemonade（監） - 應智越 - 大絕（監） - 應智越 Feat. JC陳詠桐 - i人情歌（監） |

## 獎項
2012年
- 新城勁爆頒獎禮 - 新城勁爆監製大獎《千紙鶴》（監）

2016年
- 2016年度叱咤樂壇流行榜頒獎典禮 - 叱咤樂壇監製大獎

2019年
- 2019年度叱咤樂壇流行榜頒獎典禮 - 叱咤樂壇編曲人大獎
- 2019年度叱咤樂壇流行榜頒獎典禮 - 叱咤樂壇監製大獎
- 新城勁爆頒獎禮- 勁爆作曲《重讀興趣班》（曲）

2021年
- Chill Club 推介榜年度推介20/21 - Chill Club年度監製
- 2021年度叱咤樂壇流行榜頒獎典禮 - 叱咤樂壇監製大獎

2022年
- Chill Club 推介榜年度推介21/22 - Chill Club年度監製

2023年
- 2023年度叱咤樂壇流行榜頒獎典禮 - 叱咤樂壇監製大獎

2024年
- Chill Club 推介榜年度推介23/24 - Chill Club年度監製

2006年
- RoadShow至尊音樂頒獎禮 - 至尊歌曲 《愛愛愛》（監）
- 2006年度叱吒樂壇流行榜頒獎典禮 - 專業推介叱吒十大 (第七位)《小峽谷之1234》（曲、編)
- 2006年度SINA Music樂壇民意指數頒獎禮 - 新歌試聽 最高收聽率歌曲（第九位）《愛愛愛》（監）
- 2006年度SINA Music樂壇民意指數頒獎禮 - 新歌試聽 最高收聽率歌曲（第七位）《小峽谷之1234》（曲、編)
- RoadShow至尊音樂頒獎禮2006 - 至尊歌曲《熱浪假期》 （曲、編、監)
- 2006年度新城勁爆頒獎禮 - 勁爆國語歌曲 《愛愛愛》（監）
- 2006年度新城國語力頒獎典禮 - 新城國語力歌曲《Super Model》（曲、編)

2007年
- 新城國語力頒獎禮 - 歌曲獎 《愛愛愛》（監）
- 新城國語力頒獎禮 - 最佳專輯 《愛愛愛This Love》（監）
- RoadShow至尊音樂頒獎禮2007 - 至尊合唱歌曲 《四人遊》（監）

2008年
- 9+2音樂先鋒榜頒獎典禮 - 17家電台聯辦最佳專輯《未來》（監）
- 中華音樂人交流協會 - 十大專輯 《未來》（監）
- HITO流行音樂獎 - HITO專輯、DJ最愛專輯 - 《愛愛愛This Love》（監）
- 2008年度華語音樂盛典 - 年度最佳製作人 方大同《橙月》 （監）
- 2008年度華語音樂盛典 - 十大華語唱片 方大同《橙月》（監）
- CASH金帆音樂獎 - CASH最佳歌曲大獎 《Love Song》（監）
- 中華音樂人交流協會 - 十大單曲 《Love Song》（監）
- 新城國語力頒獎禮 - 歌曲獎 《Love Song》（監）
- 第八屆全球華語歌曲排行榜頒獎禮 - 最受歡迎對唱歌曲 《復刻回憶》（監）
- 第八屆全球華語歌曲排行榜頒獎禮 - 二十大金曲 《Love Song》（監）
- TVB8金曲榜頒獎典禮 - 十大國語金曲 《Love Song》（監）
- 2008年度新城勁爆頒獎禮 - 國語歌曲獎 《Love Song》（監）
- 2008年度新城勁爆頒獎禮 - 勁爆跳舞歌曲大獎 《小野蠻》（曲、編、監）
- 2008年度叱咤樂壇流行榜頒獎典禮 - 專業推介、叱咤十大 第二位《Love Song》（監）
- 2008年度北京流行音樂典禮 - 年度金曲《Love Song》（監）

2009年
- 2009 新加坡金曲獎 - 年度最佳單曲製作人：黑白 ～ 方大同 （監）
- 2009年度 紐約中文電台 熱爆歌曲流行榜 年度熱爆編曲人、監製
- 2009新城國語力頒獎禮- 新城國語力專輯：《橙月》方大同 （監）
- 2009第九屆全球華語歌曲排行榜頒獎典禮：最佳專輯獎-《橙月》（監）
- 第九屆華語音樂傳媒大獎 - 年度最佳製作人、最佳錄音 方大同《橙月》 （監）
- 2009年度音樂之聲Music Radio中國TOP排行榜 - Music Radio音樂之聲推薦專輯（港台地區） - 方大同《橙月》（監）
- 2009年度音樂之聲Music Radio中國TOP排行榜 - 港台年度金曲 《Love Song》（監）
- 2009新城國語力頒獎禮- 新城國語力歌曲：如果愛 ～ 方大同 （監）
- 2009第九屆全球華語歌曲排行榜頒獎典禮：年度二十大金曲-《為妳寫的歌》（監）
- YAHOO!搜尋人氣大獎2009 - 搜尋十大人氣歌曲《Kuang Chao》～ 方大同 （監）
- YAHOO!搜尋人氣大獎2009 - 搜尋十大人氣歌曲《慕容雪》～ 薛凱琪（編、監）
- YAHOO!搜尋人氣大獎2009 - 搜尋人氣國語歌曲《Red Bean》～ 方大同 （監）
- 2009年度新城勁爆頒獎禮 - 勁爆歌曲大獎：江若琳《Show You》（曲、編、監）
- 2009年度新城勁爆頒獎禮 - 勁爆國語歌曲：《Red Bean》 ～ 方大同 （監）
- 2009年度 紐約中文電台 熱爆歌曲流行榜 年度熱爆 第十位:《Kuang Chao》～ 方大同 （監）
- 2009年度 紐約中文電台 熱爆歌曲流行榜 年度熱爆 第一位:《一天一粒糖》～  狄易達 （曲、編、監）

2010年
- 音樂之聲MusicRadio中國TOP排行榜 - 港台年度金曲《為你寫的歌》（監）
- 香港電台國際流行音樂大獎 - 最受歡迎十大國際金曲《Singalongsong》（監）
- 第十屆全球華語歌曲排行榜頒獎禮 - 最受歡迎二十大金曲《玩樂》（監）
- YAHOO!搜尋人氣大獎 - 唱作歌曲《玩樂》（監）
- 新城勁爆頒獎禮 - 勁爆國語歌曲《玩樂》（監）
- 第三十三屆十大中文金曲頒獎音樂會 - 優秀流行國語歌曲獎 銀獎《玩樂》（監）
- SINA Music樂壇民意指數頒獎禮 - 最高收聽率二十大歌曲《玩樂》（監）
- SINA Music樂壇民意指數頒獎禮 - 我最喜愛至尊國語金曲《椰殼》（監）

2011年
- 2011年度叱咤樂壇流行榜頒獎典禮 - 叱咤樂壇至尊唱片大獎《15》（監）
- 第十一屆全球華語歌曲排行榜 - 最佳專輯《15》（監）
- 新城勁爆頒獎禮 - 新城勁爆年度專輯大獎 《容祖兒 - Joey & Joey》（編、監）
- 新城勁爆頒獎禮 - 新城勁爆專輯《15》（監）
- 2011年度叱咤樂壇流行榜頒獎典禮 - 叱咤樂壇至尊歌曲大獎《好不容易》（監）
- 2011年度叱咤樂壇流行榜頒獎典禮 - 叱咤樂壇專業推介叱咤十大第五位 《牆紙》（編、監）
- 第一屆全球流行音樂金榜 - 年度20大金曲《玩樂》（監）
- 新城國語力頒獎禮 - 年度歌曲大獎《好不容易》（監）
- 第十一屆全球華語歌曲排行榜 - 年度二十大金曲《好不容易》（監）
- 第十七屆新加坡金曲獎 - Y.E.S. 93.3FM醉心龍虎榜十大金曲《好不容易》（監）
- YAHOO!搜尋人氣大獎 - 唱作歌曲《好不容易》（監）
- YAHOO!搜尋人氣大獎 - 十大人氣歌曲2011 -《除下吊帶前》（編、監）
- YAHOO!搜尋人氣大獎 - 十大人氣歌曲2011 -《Smiley Face》（編、監）
- YAHOO!搜尋人氣大獎 - 台灣區人氣合唱華語歌曲《自以為》（與徐佳瑩合唱）（曲, 監）
- YAHOO!搜尋人氣大獎 - 網上熱爆歌曲《Smiley Face》（編、監）
- 新城勁爆頒獎禮 - 新城勁爆國語歌曲獎《自以為》（與徐佳瑩合唱）（曲, 監）
- 新城勁爆頒獎禮 - 新城勁爆歌曲 《除下吊帶前》（編、監）
- 新城勁爆頒獎禮 - 新城勁爆跳舞歌曲《Boom Boom》（曲、編、監）
- 新城勁爆頒獎禮 - 新城勁爆卡拉OK 歌曲 《牆紙》（編、監）
- 新城勁爆頒獎禮 - 新城勁爆原創歌曲《Smiley Face》（編、監）
- SINA Music樂壇民意指數頒獎禮 - 最高收听率20大歌曲《因为你》（監）
- SINA Music樂壇民意指數頒獎禮 - 最高收听率20大歌曲《Smiley Face》（編、監）
- SINA Music樂壇民意指數頒獎禮 - 合唱國語歌曲大獎《自以為》（與徐佳瑩合唱）（曲, 監）
- SINA Music樂壇民意指數頒獎禮 - 我最喜愛至尊國語金曲《好不容易》（監）
- SINA Music樂壇民意指數頒獎禮 - 最高收聽率二十大歌曲《唇印》（曲、編、監）
- SINA Music樂壇民意指數頒獎禮 - 全碟試聽 –最高收聽率大碟《August Girl》（曲、編、監）

2012年
- 新城勁爆頒獎禮 - 新城勁爆專輯《回到未來 Back To Wonderland》（監）
- Sina Music樂壇民意指數頒獎禮2012 - SINA Music 創作概念大碟(國語)《回到未來 Back To Wonderland》（監）
- 新城國語力頒獎禮 - 新城國語力年度專輯《15》（監）
- 华语金曲奖2012 - 十大华语唱片《15》（監）
- 新城國語力頒獎禮 - 新城國語力歌曲《BB88》（監）
- 新城國語力頒獎禮 - 新城國語力合唱歌曲《自以為》（與徐佳瑩合唱）（曲、監）
- YAHOO!搜尋人氣大獎 - 唱作歌曲《千紙鶴》（監）
- 加拿大至HiT中文歌曲排行榜 - 全國推崇十大國語歌曲《千紙鶴》（監）
- 叱咤樂壇流行榜頒獎典禮 - 專業推介、叱咤十大 第八位《千紙鶴》（監）
- 第三十五屆十大中文金曲頒獎典禮 - 全國最佳中文歌曲獎《千紙鶴》（監）
- 第三十五屆十大中文金曲頒獎音樂會 - 十大中文金曲《到此為止》（監）
- 第三十五屆十大中文金曲頒獎音樂會 - 十大中文金曲《牆紙》（編、監）
- 2012年度十大勁歌金曲頒獎典禮 - 十大勁歌金曲《牆紙》（編、監）
- 新城國語力頒獎典禮2012 ── 新城國語力原創歌曲 《錯配》（監）
- 2012年度YAHOO!搜尋人氣大獎 - 人氣歌曲《只有一事不成全你》（監）
- 第三十五屆十大中文金曲頒獎音樂會 - 十大中文金曲《無力挽回》（監）
- Yahoo人氣搜尋頒獎禮 - 人氣歌曲 《到此為止》（監）
- 新城勁爆頒獎禮2012 - 新城勁爆新媒體歌曲金獎《到此為止》（監）
- Sina Music樂壇民意指數頒獎禮2012 - 最高收聽20大歌曲《無力挽回》（監）
- Sina Music樂壇民意指數頒獎禮2012 - 我最喜愛至尊國語金曲《千紙鶴》（監）
- Sina Music樂壇民意指數頒獎禮2012 - SINA Music 國語歌曲大獎《BB88》（監）
- Sina Music樂壇民意指數頒獎禮2012 - 十大最受歡迎歌曲第三位《到此為止》（監）
- Sina Music樂壇民意指數頒獎禮2012 - 最高收聽率二十大歌曲《到此為止》（監）
- Sina Music樂壇民意指數頒獎禮2012 - 年度最高收聽率歌曲《到此為止》（監）
- Sina Music樂壇民意指數頒獎禮2012 - SINA Music 最高收聽率二十大歌曲《唇印》（曲、編、監）
- Sina Music樂壇民意指數頒獎禮2012 - SINA Music 全碟試聽 最高收聽率大碟《August Girl》（監）

2013年
- 2013年度叱咤樂壇流行榜頒獎典禮 - 專業推介 叱吒十大 第四位 《Imperfect》 （監）
- 新城勁爆頒獎禮2013 - 新城勁爆原創歌曲《LaLaLa》 （監）
- 新城勁爆頒獎典禮2013 - 新城勁爆歌曲 《我的宣言》 （監）
- 2013年度YAHOO!搜尋人氣大獎 - 人氣歌曲《我的宣言》 （監）
- 2013年度YAHOO!搜尋人氣大獎 - 唱作歌曲《我的宣言》 （監）

2014年
- 2014年度叱咤樂壇流行榜頒獎典禮 - 專業推介叱咤十大（第十位）：《高山低谷》（監）
- 新城勁爆頒獎禮2014 - 新城勁爆原創歌曲《月湖》
- 新城勁爆頒獎禮2014 - 新城勁爆歌曲《好時辰》（編、監）
- 新城勁爆頒獎禮2014 - 新城勁爆歌曲 《傳聞》（監）
- 新城勁爆頒獎禮2014 - 新城勁爆歌曲：《高山低谷》
- 第37屆十大中文金曲頒獎音樂會 - 十大中文金曲《傳聞》（監）
- 2014年度YAHOO!搜尋人氣大獎 - 人氣歌曲《傳聞》（監）
- 2014年度YAHOO!搜尋人氣大獎 - 唱作歌曲《紙筆墨》（編、監）
- 2014年度YAHOO!搜尋人氣大獎 - 人氣歌曲《高山低谷》（監）
- 2014年度勁歌金曲頒獎典禮 - 勁歌金曲獎《高山低谷》（監）
- 2014年度TVB8金曲榜頒獎典禮 - TVB8金曲榜金曲獎《冥王星》（監）

2015年
- 新城勁爆頒獎典禮2015 - 新城勁爆專輯《Escape》（監）
- 第三十八屆十大中文金曲頒獎典禮 - 十大中文金曲《回眸一笑》（編、監）
- 第三十八屆十大中文金曲頒獎典禮 - 十大中文金曲‬《安徒生的錯》（編、監）
- 新城勁爆頒獎典禮2015 - 新城勁爆歌曲《別來無恙》（編、監）
- 新城勁爆頒獎禮2015 - 新城勁爆歌曲《如果一天有25小時》（編、監）
- 新城勁爆頒獎禮2015 - 新城勁爆跳舞歌曲：《一凍一熱》（監）
- 新城國語力頒獎禮2015 - 歌曲《冥王星》（編、監）
- 2015年度勁歌金曲頒獎典禮 - 最佳跳舞歌曲獎 金獎：《一凍一熱》（監）
- 2015年度勁歌金曲頒獎典禮 - 勁歌金曲獎《安徒生的錯》
- 第二屆粵語歌曲排行榜頒獎典禮 - 最受歡迎歌曲 《回眸一笑》（編、監）
- 第二屆粵語歌曲排行榜頒獎典禮 - 最受歡迎合唱歌《新一天》（編、監）
- 第二屆粵語歌曲排行榜頒獎典禮 - 最受歡迎歌曲‬《頌讚詩‬》（編、監）
- 2015年度勁歌金曲頒獎典禮 - 勁歌金曲獎《別來無恙》（編、監）
- YAHOO!人氣大獎2015 - 人氣歌曲 《別來無恙》（編、監）
- YAHOO!人氣大獎2015 - 唱作歌曲‬《安徒生的錯》（編、監）

2016年
- 2016年音樂先鋒榜 - 24家電台聯頒最佳專輯 陳柏宇《告別之前》
- 2015年度叱咤樂壇流行榜頒獎典禮 - 專業推介叱咤十大第十位《愛情小品》（編、監）
- 2015年度叱咤樂壇流行榜頒獎典禮 - 專業推介叱咤十大第九位《卜卜卜》（監）
- 第三十九屆十大中文金曲頒獎典禮 - 十大中文金曲《告別之前》（編、監）
- 第三十九屆十大中文金曲頒獎典禮 - 十大中文金曲《有人共鳴》（編、監）
- 新城勁爆頒獎禮2016 - 勁爆歌曲 《上集大結局》（編、監）
- YAHOO!人氣大獎2016 - 人氣歌曲 《告別之前》（編、監）
- YAHOO!人氣大獎2016 - 人氣歌曲 《沒有你 我甚麼都不是》（編、監）
- 2016年度勁歌金曲頒獎典禮 - 勁歌金曲獎《沒有你 我甚麼都不是》（編、監）
- 2016年度勁歌金曲頒獎典禮 - 勁歌金曲獎《一雙手》（編、監）
- 2016年音樂先鋒榜 - 港台十大先鋒金曲《別來無恙》（編、監）
- 2016 Billboard Radio China 最佳粵語十大金曲：《沒有你，我什麼都不是》（編、監）
- 2016 Billboard Radio China 最佳粵語十大金曲：《一雙手》（編、監）

2017年
- 新城勁爆頒獎禮2017 - 勁爆專輯 側田《The Drug Called Music》（監）
- AEG十大最受歡迎演唱會頒獎禮暨樂壇頒獎禮2017 - 年度最受歡迎演唱會《陳柏宇Speechless演唱會2017》（音樂總監）
- 2016年度叱咤樂壇流行榜頒獎典禮 - 專業推介叱咤十大第十位 吳業坤《傷心到變形》（編、監）
- 2017年度勁歌金曲頒獎典禮 - 勁歌金曲獎《傷心到變形》
- YAHOO!人氣大獎2017 - 人氣歌曲《傷心到變形》
- YAHOO!人氣大獎2017 頒獎典禮 - 人氣歌曲 陳柏宇《霸氣情歌》（編、監）
- 第四十屆十大中文金曲頒獎典禮 - 十大中文金曲 陳柏宇《霸氣情歌》（編、監）
- 新城勁爆頒獎禮2017 - 勁爆歌曲 陳柏宇《霸氣情歌》（編，監）
- YAHOO!人氣大獎2017 頒獎典禮 - 人氣歌曲 林奕匡《難得一遇》（編、監）
- 第四十屆十大中文金曲頒獎典禮 - 十大中文金曲 林奕匡《難得一遇》（編、監）

2020年
- 2020年度叱咤樂壇流行榜頒獎典禮 - 我最喜愛的歌曲 姜濤《蒙著嘴說愛你》（監）

2021年
- 2021年度叱咤樂壇流行榜頒獎典禮 - 專業推介叱咤十大（第二位）：《Boss》（監）
- 2021年度叱咤樂壇流行榜頒獎典禮 - 專業推介叱咤十大（第九位）：《Megahit》（監）
- 2021年度叱咤樂壇流行榜頒獎典禮 - 我最喜愛的歌曲 姜濤《Dear My Friend,》（監）

## 外部連結
- 陳浩然的Instagram帳戶
- CASH創作人誌
- Edward Chan豆瓣小組 （页面存档备份，存于）
- SHIGA×EDWARD CHAN 60分钟笑谈录音室 (milk訪問) （页面存档备份，存于）
- 曾任音樂總監的音樂會、參與廣告及媒體配樂